# Ныргындинская стоянка
Ныргындинская стоянка — археологический памятник быргындинской культуры эпохи бронзы в Удмуртском Прикамье.

## Местоположение
Стоянка расположена на юге Каракулинского района Удмуртской Республики, на юго-западной окраине деревни Ныргында на одном из мысов высотой до 10 м. Большая часть стоянки была разрушена Ныргындинским могильником пьяноборской культуры.

## История изучения
Впервые, материалы, относящиеся к эпохе бронзы обнаружил на территории стоянки А.А. Спицын в 1898 году при исследовании Ныргындинского могильника пьяноборской эпохи. В 1954 году работы на памятнике были возобновлены В. Ф. Генингом, а в 1968-1969 годах территория, занятая могильником, была исследована полностью. В 1977 году часть материалов стоянки была опубликована Л. И. Ашихминой и В. Ф. Генингом.

## Материалы стоянки
Материал стоянки представлен наконечником стрелы из зеленоватого сланца размерами 3,3 х 1,7 см подтреугольной формы с выемкой у основания и небольшой коллекцией фрагментов керамики.

## Датировка
По аналогии в материалах Нижне-Раздорного поселения и ряда памятников Нижнего Прикамья стоянка датирована концом 2 тыс. до н. э.